# Addison Road (альбом)
«Addison Road» — студийный альбом одноимённой христианской рок-группы Addison Road, релиз которого состоялся 18 марта 2008 года. Альбом дебютировал на #182 строчке Billboard 200.
Альбом был дебютом группы на мейджор-лейбле, показав, что их музыка может продвинуться в сторону мейнстрима и нравится не только тем слушателям, которые разделяют религиозные взгляды участников группы. Рецензент Allmusic обозначил в звучании группы схожесть с U2 и временами — с Аврил Лавин, отметив искренность и непринуждённую мелодичность песен Addison Road.
С альбома были выпущены три сингла: «All That Matters», «Sticking with You» и «Hope Now».

## Список композиций
| №   | Название                 | Длительность |
| --- | ------------------------ | ------------ |
| 1.  | «This Could Be Our Day»  | 3:51         |
| 2.  | «All That Matters»       | 3:27         |
| 3.  | «Sticking with You»      | 3:27         |
| 4.  | «Hope Now»               | 3:44         |
| 5.  | «Start Over Again»       | 5:34         |
| 6.  | «It Just Takes One»      | 3:37         |
| 7.  | «Always Love»            | 3:27         |
| 8.  | «Casualties»             | 3:38         |
| 9.  | «Run»                    | 4:11         |
| 10. | «What Do I Know of Holy» | 4:35         |